# Antiblemma alcinoe
Antiblemma alcinoe är en fjärilsart som beskrevs av Druce 1890. Antiblemma alcinoe ingår i släktet Antiblemma och familjen nattflyn. Inga underarter finns listade i Catalogue of Life.